# Pfudermühle
Pfudermühle ist ein Gemeindeteil der Stadt Waldsassen im oberpfälzischen Landkreis Tirschenreuth.

## Geografie
Die Pfudermühle liegt im Oberpfälzer Wald, nahe der Grenze zur Tschechischen Republik. Die Einöde liegt fünf Kilometer östlich von Waldsassen.

## Geschichte
Die Einöde wurde 1664 zunächst als das Haus eines Waldhegers errichtet, der für den sogenannten „Pfuderforst“ zuständig war. Dieses Forstgebiet gehörte zum Rittergut Altkinsberg und befand sich im Besitz der in Eger ansässigen Jesuiten. Im Jahr 1673 wurde das Waldhegerhaus zu einer Mühle umgebaut. Das bayerische Urkataster zeigt Pfudermühle in den 1810er Jahren als Einzelgehöft, das als Vierseithof gebaut ist. Es liegt am Nordufer des Grünlohbaches, der der linke Quellbach des Lohbaches ist.
Vom Mittelalter bis zum 19. Jahrhundert gehörte die Pfudermühle zum waldsassisch-egrischen Fraisbezirk, der ein Kondominium mit abwechselnd ausgeübter Gerichtsbarkeit war. In den Jahren 1846 (Gebietsaustausch) bzw. 1862 (Grenzbereinigung) gelangte sie durch mit dem Kaisertum Österreich abgeschlossene Verträge unter die uneingeschränkte Souveränität des Königreichs Bayern. Vom Beginn der 1940er bis zu den 1970er Jahren wurde die Einöde als „Pfuderforst“ bezeichnet. Bis in die 1970er Jahre hinein gehörte Pfudermühle zur Gemeinde Querenbach. Als die Gemeinde Querenbach mit der bayerischen Gebietsreform ihre Selbstständigkeit verlor, wurde die Pfudermühle zusammen mit der gesamten Gemeinde in die Stadt Waldsassen eingemeindet.
| Jahr | Einwohnerzahl |
| ---- | ------------- |
| 1819 | 10            |
| 1961 | 4             |
| 1970 | 3             |
| 1987 | 2             |

## Baudenkmäler
- Liste der Baudenkmäler in der Pfudermühle